# 托尼·沃迪舍克
托尼·沃迪舍克（2000年6月7日—），斯洛文尼亚男子帆船运动员，主攻风筝板。他曾代表斯洛文尼亚参加2024年夏季奥林匹克运动会帆船比赛，获得男子风筝板银牌。